# Paul Unterkircher
Paul Unterkircher (* 23. Juli 1940 in München) ist ein ehemaliger deutscher Radrennfahrer und nationaler Meister im Radsport.

## Sportliche Laufbahn
Seit 1959 war Unterkircher im Radsport aktiv. Sein größter sportlicher Erfolg war der Gewinn der deutschen Meisterschaft im Straßenrennen der Amateure 1966, die er knapp im Spurt vor Jürgen Tschan für sich entscheiden konnte. Zuvor hatte er lediglich mit drei Erfolgen bei den bayrischen Meisterschaften auf sich aufmerksam machen können. 1965 siegte er in der Vier-Kantone-Rundfahrt der Amateure in der Schweiz. Eine Silbermedaille gewann er mit seinem Verein RC Herpersdorf bei der Meisterschaft im Mannschaftszeitfahren 1966. In der darauf folgenden Saison wurde er Berufsfahrer in der deutschen Torpedo-Mannschaft, in der auch Hennes Junkermann fuhr. Zum Ende der Saison beendete er aber bereits seine Laufbahn. 